# Polystachya acuminata
Polystachya acuminata är en orkidéart som beskrevs av Victor Samuel Summerhayes. Polystachya acuminata ingår i släktet Polystachya och familjen orkidéer. Inga underarter finns listade i Catalogue of Life.